# Buick Rainier
Buick Rainier (Бьюик Рейнир) — рамный внедорожник, который  производился с 2003 по 2007 год американской компанией Buick, подразделением корпорации General Motors.

## Описание

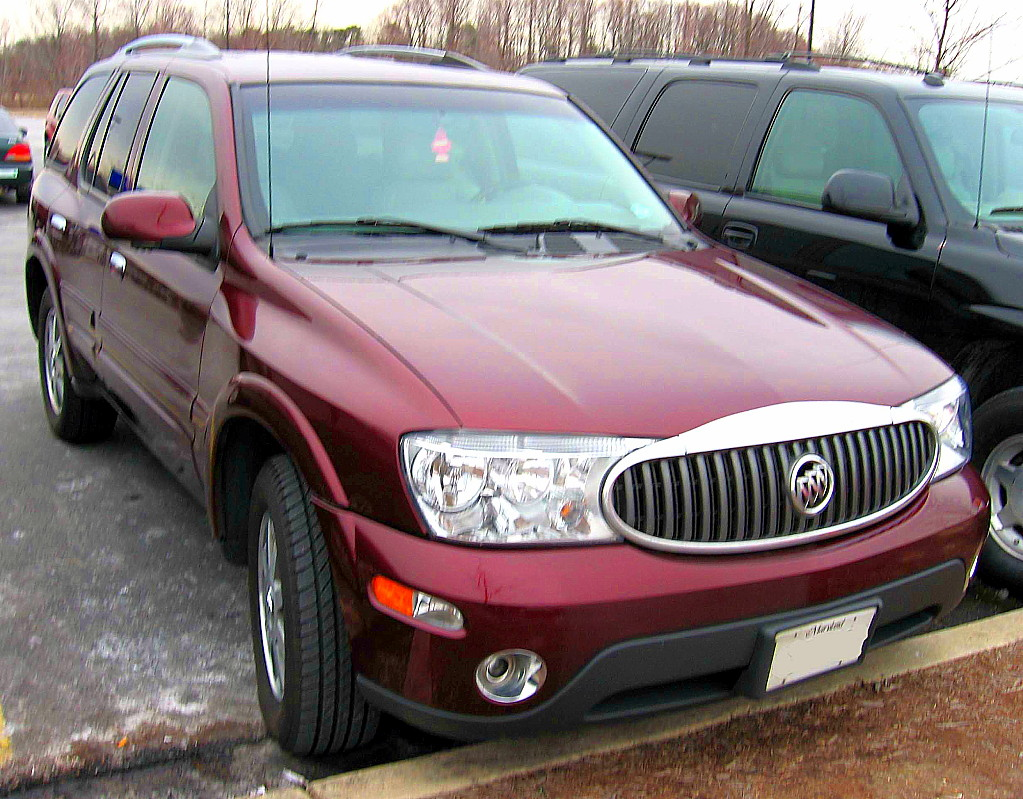
2006 Buick Rainier

Комбинация рамного кузова и настроенного шасси́ обеспечивала внедорожнику Rainuer хорошую защиту от дорожного шума и вибрации. Усиленная шумоизоляция, особенно моторного отсека, специальное покрытие стёкол и дополнительные уплотнения дверей гарантировали тишину внутри автомобиля. Его премиальный салон имел отделанную полированным металлом или деревом переднюю панель, кожаные сиденья, передние с подогревом, электрорегулировками и памятью настроек.
Стандартно автомобиль оснащался шестицилиндровым двигателем Vortec 4200. Те же, кому требовалось больше мощности, могла заказать полностью алюминиевый  восьмицилиндровый мотор Vortec 5300, один из самых популярных двигателей корпорации General Motors. Оба двигателя агрегатировались с автоматической четырёхступенчатой коробкой передач Hydra-Matic с электронным управлением.
Заднеприводный Rainier можно было заказать в полноприводном исполнении. Привод на все колёса включался автоматически в тяжёлых дорожных условиях и не требовал от водителя никаких действий. В сочетании с самоблокируемым задним дифференциалом, он обеспечивал безопасное движение на любом покрытии.
Пружинная независимая передняя и многорычажная, управляемая электроникой, пневматическая задняя подвеска обеспечивали автомобилю плавный ход и не пропускали шум в салон. А рулевое управление с хорошо настроенным усилителем и дисковые тормоза на всех колёсах позволяли быстро двигаться.
С 2005 года опционный восьмицилиндровый двигатель стал мощнее. В 2006 году модель получила немного обновлённую решётку радиатора с более крупными поперечинами, хромированные ручки дверей и молдинги на крыше. Стандартный шестицилиндровый двигатель стал мощнее и на все модели стали устанавливать электронную систему контроля устойчивости автомобиля (StabiliTrak).
| Двигатели и трансмиссия | Двигатели и трансмиссия          | Двигатели и трансмиссия     | Двигатели и трансмиссия                     | Двигатели и трансмиссия | Двигатели и трансмиссия |
| ----------------------- | -------------------------------- | --------------------------- | ------------------------------------------- | ----------------------- | ----------------------- |
| Двигатель               | Мощность, л. с./ обороты, об/мин | Момент, Нм/ обороты, об/мин | Трансмиссия                                 | Годы                    | Применяемость           |
| I6 4,2 (Vortec 4200)    | 275/6000                         | 373/3600                    | Четырёхступенчатая автоматическая ( 4L60-E) | 2003—2005               | Стандартно              |
| I6 4,2 (Vortec 4200)    | 291/6000                         | 375/4800                    | Четырёхступенчатая автоматическая ( 4L60-E) | 2006—2007               | Стандартно              |
| V8 5,3 (Vortec 5300)    | 290/5200                         | 441/4000                    | Четырёхступенчатая автоматическая ( 4L60-E) | 2003—2004               | Опция                   |
| V8 5,3 (Vortec 5300)    | 300/5200                         | 447/4000                    | Четырёхступенчатая автоматическая ( 4L60-E) | 2005—2007               | Опция                   |

| Продажи в США | Продажи в США |
| ------------- | ------------- |
| Год           | Количество    |
| 2003          | 4797          |
| 2004          | 24 134        |
| 2005          | 15 271        |
| 2006          | 12 691        |
| 2007          | 4819          |
| 2008          | 117           |